# Clint Mansell
Clint Mansell, född Clinton Darryl Mansell 7 januari 1963 i Coventry i England, är en Golden Globe-nominerad musiker och kompositör, och tidigare sångare och gitarrist i bandet Pop Will Eat Itself.

## Karriär

### Popkarriär
Mansell var huvudvokalist och gitarrist i det brittiska bandet Pop Will Eat Itself. Efter bandets upplösning 1996 gav sig Mansell in i filmmusiksvärlden då hans vän Darren Aronofsky anställde honom som kompositör till sin debutfilm π.

### Filmmusik
Även om Mansells musik till π gick hem hos kritikerna så fick han inget större genombrott. Han liknades vid Aphex Twin, Orbital och Roni Size.
Efter filmmusiken till π gjorde han även musiken till Aronofskys nästa film Requiem for a Dream vilket nu har blivit kultförklarat av många. Trailern till Sagan om de två tornen innehåller en version av låten "Lux Aeterna" med hel orkester och en kör. Stycket kallades "Requiem for a Tower" och gjordes endast för trailern. Arrangemanget gjordes av Simone Benyacar, Dan Nielsen och Veigar Margeirsson.
"Lux Aeterna" har efter det var med i många reklamfilmer och trailers. Trailers inkluderar Zathura, Da Vinci-koden, Sunshine, Babylon A.D. och TV-serien Lost.
Mansell har även gjort musiken till pilotavsnittet av CSI: NY och musiken till Aronofskys film The Fountain, för vilket han fick en Golden Globe-nominering i kategorin "Bästa filmmusik". Han har gjort musiken till HBOs serie "Voyeur", låten som ligger till grund för "Throw It Up" av Lil Jon.
Låten "Death is the Road to Awe" från filmen The Fountain var med i trailers till filmerna I Am Legend och The Mist

## Filmografi (i urval)
- π, 1998
- Requiem for a Dream, 2000
- World Traveler, 2001
- The Hole, 2001
- Knockaround Guys, 2001
- Abandon, 2002
- Murder by Numbers, 2002
- Sonny, 2002
- The Hire: Ticker, 2002
- 11:14, 2003
- Suspect Zero, 2004
- Sahara, 2005
- Doom, 2005
- The Fountain, 2006
- Trust the Man, 2006
- Smokin' Aces, 2007
- Wind Chill, 2007
- In The Wall, 2007
- Definitely, Maybe, 2008
- The Wrestler, 2008
- Moon, 2009
- Black Swan, 2010
- Noah, 2014
- Ghost in the Shell, 2017